# Валериан I
Публий Лициний Валериан (на латински: Publius Licinius Valerianus), познат като Валериан I, е римски император в периода 253 – 260 г. Той е единственият император на Рим, попаднал във вражески плен.
Валериан произхожда от знатен италийски род и има успешна кариера в Сената. Не са известни много подробности около ранния му живот, но се знае, че преди възкачването си е бил женен за Егнация Мариниана, също от благородно потекло. Има двама сина – Публий Лициний Галиен и Валериан Младши.
През 238 г. Валериан е принцепс на Сената, а при император Деций Траян, когато временно било възстановено цензорството (251 г.), бива избран за поста на цензор, но отказва. Впоследствие, като един от близките сътрудници на императора, той е назначен за командир на легионите в Реция, Норик и Долна Германия.
През 253 г. Валериан е призован от император Требониан Гал в Италия, за да му помогне срещу Емилиан – претендент, въстанал в Мизия с цел да узурпира трона. Тъй като Валериан е зает във война срещу германските племена, той пристига със закъснение, когато Гал вече е свален и убит от войниците. На свой ред Рейнските легиони на Валериан го издигат за император. Когато Емилиан също е убит от своите войници, Валериан бива признат за император от Сената и всички римски легиони (септември 253 г.). По това време той е в напреднала възраст и назначава своя син Галиен за съвладетел.

## Управление
Въпреки че Валериан е безспорно добър пълководец и способен владетел, той не успява да изведе Римската империя от затрудненото ѝ положение. Външните и вътрешни неуредици достигат връхната си точка. В империята вилнее чума, а пограничните области са опустошени от вражески нашествия. Варварите разграбват и унищожават редица градове и провинции, където избиват или поробват населението.

### Нападения по границите
Рязко се влошава положението по границите – преминавайки Дунава, готите непрекъснато нахлуват, сеят разруха и плячкосват в Дакия, Мизия и Тракия (254/255 и 256 г.), а градовете по северното крайбрежие на Мала Азия стават жертва на пиратските им нападения през Черно море. През 256 г. флот на готски пирати се появява дори пред Тесалоника. Панония за пореден път е подложена на атаки от страна на квади, маркомани, язиги, сармати и др. (258 – 260 г.).
По поречието на река Рейн са се образували два големи племенни съюза – на франките и на алеманите, които в продължение на няколко години (254–7 г.) правят редовни грабителски набези в Галия, а през 258–9 г. преминават Алпите и достигат дори до Северна Испания и Северна Италия, въпреки опитите на съимператора Галиен да ги спре.
Още от 252/3 г. източните провинции Сирия и Месопотамия са нападани от персийски армии, които разгромяват местните легиони, завземат важни градове и в 256 г. плячкосват дори Антиохия, най-големия римски град в Ориента. Редица ключови римски крепости на източната граница са окупирани или разрушени. Същевременно Долен Египет е атакуван от номадското племе блеми, а Северна Африка – от маврите. Различните пълководци, изпращани срещу всички тези врагове, по-късно се провъзгласяват за императори, използвайки царящия смут.

### Вътрешнодържавни затруднения
През това време на бедствия и безредици, голяма част от жителите на империята загиват или масово обедняват, а в обезлюдените селища се ширят несигурност, глад, недостиг на стоки, върлуват и различни епидемии. Поради икономическата криза парите окончателно губят стойността си – към края на управлението на Валериан вместо сребърни монети държавните монетни дворове започват да издават такива от посребрен бронз.
В такива безнадеждни условия учението на ранното християнство става все по-популярно, привличайки много последователи, особено в столицата Рим и в градовете на Азия. Най-големи са масовите покръствания в Александрия, Египет. Християните отхвърлят култа към императора и другите божества, с което будят враждебността на властите. Опитът на правителството да организира нови религиозни гонения не дава особено добър резултат, въпреки че в последните три години от властването на Валериан множество християни биват подложени на мъчения и убити. Гоненията са прекратени през 260 г. от следващия император Галиен.

### Поход на изток и плен
Почти през цялото си управление Валериан се намира в Мала Азия и Сирия, откъдето ръководи отбраната на източните граници. През 256 г. разорената от персите Антиохия е възвърната под римска власт. От 257 г. Валериан води поход срещу сасанидските перси, лично предвождайки военните действия. След първоначален успех Сенатът му гласува титлите „Възстановител на Ориента“ и „Възстановител на Света“, но през 260 г. Валериан е разбит и обсаден в град Едеса (в дн. Турция), където се появява и епидемия. Принуден да преговаря за мир, императорът попада в ръцете на Шапур I вследствие на измяна. Валериан е част от тържествената процесия в чест на победата на персите, в която служи като столче за крака на персийския шах, а след това кожата му е одрана и закачена като трофей в един от зороастрийските храмове. Вероятно умира в Суза като пленник – най-голямото унижение сполетявало римски император. Датата на смъртта му и точните обстоятелства около нея са неизвестни.
Християнският летописец Лактанций предава, че плененият император е одран жив по заповед на шаха, който бил разгневен от предложението на Валериан да бъде освободен в замяна на голям откуп. Според съвременни предположения е възможно Валериан и част от пленените римски войници да са били заточени на изток, в Бишапур или Гундишапур, където трябвало да бъдат издигнати постройки за персийския владетел. В подкрепа на тази теория е наличието на римски бетон в построения през III век Band-e Kaisar (перс. „Моста на цезаря“), в дн. Иран.